# Шорлє

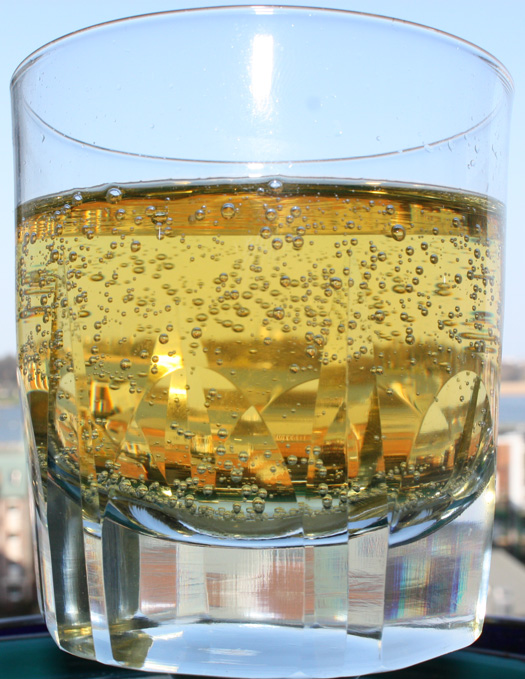
Яблучне шорлє

Шорлє (нім. Schorle) — популярний в Німеччині, Швейцарії, Австрії, а також і в інших європейських країнах, напій. Зазвичай його вважають освіжувальним напоєм.

## Характеристика
Шорлє — це суміш двох напоїв, і тому воно буває різних видів. Зазвичай шорлє — це суміш:
- вина та мінеральної води;
- вина та лимонаду;
- фруктового соку та мінеральної води.

Найчастіше співвідношення складових шорлє складає один до одного, хоча, наприклад, у фруктовому шорлє вміст мінеральної води може бути значно більшим.